# Силы обороны Тринидада и Тобаго

Флаг вооружённых сил Тринидада и Тобаго

Силы обороны Тринидада и Тобаго (англ. Trinidad and Tobago Defence Force) — совокупность войск Республики Тринидада и Тобаго, предназначенная для защиты свободы, независимости и территориальной целостности государства.
Комплектование личным составом производится на добровольной основе.

## История
Тринидад являлся колонией Британской империи, в колониальное время здесь находился английский гарнизон.
После начала второй мировой войны связь острова с метрополией оказалась осложнена, а 2 сентября 1940 года между США и Великобританией был подписан договор, в соответствии с которым правительство США получало право бесплатно арендовать на 99 лет ряд участков на территории британских колоний в западном полушарии (в том числе, западное побережье Тринидада) и строить там свои военные базы.
Создание регулярных вооружённых сил началось после объявления независимости 31 августа 1962 года на основе уже имевшейся инфраструктуры. В 1963 года был создан резерв вооружённых сил (Volunteer Defence Force), впоследствии получивший новое наименование (Defence Force Reserves).
Авиационное подразделение было впервые создано в феврале 1966 года в составе береговой охраны, в 1977 году оно было выделено в отдельный род войск, в 2005 году получило новое наименование Воздушная гвардия (англ. Trinidad and Tobago Air Guard).
По состоянию на начало 2011 года, общая численность вооружённых сил составляла 4,06 тыс. человек.
- численность сухопутных войск составляла 3 тыс. человек (4 пехотных батальона и 1 батальон поддержки), на вооружении имелось шесть 81-мм миномётов, 24 безоткатных орудия «Carl Gustaf» и 13 гранатомётов B-300[3].
- численность береговой охраны составляла 1063 человек, на вооружении имелся один патрульный корабль «Айленд», два больших патрульных катера и 17 малых патрульных катеров, одно вспомогательное судно, а также 5 самолётов (два Fairchild C-26 Metroliner, два PA-31 «Navajo» и один Cessna 310)[3]

В 2015-2016 гг. были активизированы усилия по переоснащению береговой охраны - у голландской фирмы Damen заказали 12 новых патрульных катеров трех различных классов.

## Современное состояние
По состоянию на начало 2022 года, общая численность вооружённых сил составляла 4,65 тыс. человек.
- сухопутные войска: 3 тыс. человек (два пехотных батальона, инженерный батальон, батальон поддержки и подразделение спецназа), шесть 81-мм миномётов и несколько безоткатных орудий «Carl Gustaf»[2].
- авиационное подразделение: 50 человек, два транспортных самолёта Fairchild C-26 Metroliner, один многоцелевой вертолёт AW-139 и один транспортный вертолёт S-76[2]
- береговая охрана: 1600 человек, один патрульный корабль «Нельсон-2» и 12 патрульных катеров, а также два транспортных самолёта Fairchild C-26 Metroliner, два многоцелевых вертолёта AW-139 и один транспортный вертолёт S-76[2]

Основные уcилия армии сосредоточены на охране границ, морской безопасности и борьбе с наркотиками